# Oak Park (Indiana)
Oak Park és una concentració de població designada pel cens dels Estats Units a l'estat d'Indiana. Segons el cens del 2000 tenia 5.379 habitants.

## Demografia
Segons el cens del 2000, Oak Park tenia 5.379 habitants, 2.081 habitatges, i 1.569 famílies. La densitat de població era de 931,3 habitants/km².
Dels 2.081 habitatges en un 33,2% hi vivien nens de menys de 18 anys, en un 60,2% hi vivien parelles casades, en un 11,8% dones solteres, i en un 24,6% no eren unitats familiars. En el 20,4% dels habitatges hi vivien persones soles el 7,3% de les quals corresponia a persones de 65 anys o més que vivien soles. El nombre mitjà de persones vivint en cada habitatge era de 2,58 i el nombre mitjà de persones que vivien en cada família era de 2,97.
Per edats la població es repartia de la següent manera: un 24,6% tenia menys de 18 anys, un 8,3% entre 18 i 24, un 29% entre 25 i 44, un 25,7% de 45 a 60 i un 12,4% 65 anys o més.
L'edat mediana era de 38 anys. Per cada 100 dones de 18 o més anys hi havia 91,5 homes.
La renda mediana per habitatge era de 51.663 $ i la renda mediana per família de 56.844 $. Els homes tenien una renda mediana de 32.708 $ mentre que les dones 25.625 $. La renda per capita de la població era de 22.445 $. Entorn del 2,9% de les famílies i el 3,4% de la població estaven per davall del llindar de pobresa.

## Poblacions més properes
El següent diagrama mostra les poblacions més properes.